# Grand Prix automobile de Turquie 2011
GP précédent GP suivant
Le Grand Prix automobile de Turquie 2011 (2011 Formula 1 DHL Turkish Grand Prix), disputé le 8 mai 2011 sur le Circuit d'Istanbul Park, est la 843e épreuve du championnat du monde de Formule 1 courue depuis 1950, la quatrième manche du championnat 2011 et la septième édition du Grand Prix de Turquie comptant pour le championnat du monde.
Sebastian Vettel, champion du monde en titre et leader du championnat, décroche sa quatrième pole position en quatre courses avant de remporter sa troisième victoire de la saison. Son coéquipier Mark Webber assure le doublé pour Red Bull Racing en terminant deuxième. Le podium est complété par Fernando Alonso, qui réalise son meilleur résultat en 2011. À l'issue de la course, Sebastian Vettel conforte sa première place au championnat du monde des pilotes, avec 93 points sur 100 possibles. Il devance Lewis Hamilton et Mark Webber. Au championnat des constructeurs, Red Bull marque 43 points grâce à son doublé et accroît son avance sur McLaren et Ferrari.

## Essais libres

### Première séance, le vendredi de 10 h à 11 h 30
| Pos. | Pilote             | Voiture        | Chrono         | Écart     |
| ---- | ------------------ | -------------- | -------------- | --------- |
| 1    | Fernando Alonso    | Ferrari        | 1 min 38 s 670 |           |
| 2    | Nico Rosberg       | Mercedes       | 1 min 40 s 072 | + 1 s 402 |
| 3    | Michael Schumacher | Mercedes       | 1 min 40 s 132 | + 1 s 462 |
| 4    | Nick Heidfeld      | Renault        | 1 min 40 s 338 | + 1 s 668 |
| 5    | Vitaly Petrov      | Renault        | 1 min 40 s 401 | + 1 s 731 |
| 6    | Kamui Kobayashi    | Sauber-Ferrari | 1 min 40 s 421 | + 1 s 751 |

La première séance d'essais libres du Grand Prix de Turquie commence sur une piste détrempée. La température ambiante est de 10 °C et il pleut. Les pilotes s'élancent dès le début de la session pour un tour d’installation mais les conditions de roulage sont très difficiles car il y a beaucoup d'eau sur la piste.
Jérôme d'Ambrosio signe le premier tour chronométré en 1 min 49 s 518 alors que la séance a commencé depuis 25 minutes. Sébastien Buemi prend ensuite la tête avec un tour bouclé en 1 min 41 s 632 et un autre en 1 min 41 s 306. Il cède ensuite la place à Fernando Alonso qui, après trente-sept minutes, établit un temps de référence de 1 min 40 s 897.
Plusieurs pilotes se relaient ensuite en tête du classement. Nico Rosberg tourne en 1 min 40 s 072 et Alonso reprend sa position en 1 min 38 s 670. La séance est interrompue sur drapeau rouge alors qu’il reste 26 minutes lorsque Sebastian Vettel sort de la piste et tape violemment le muret, détruisant sa monoplace sans toutefois se blesser.
La Red Bull accidentée B7 est ramenée dans son stand où les mécaniciens cachent sa partie arrière sous une bâche puis occultent leur stand par des paravents, ce qui est interdit lors d’un week-end de Grand Prix : Red Bull s'expose ainsi à une amende de la FIA.
La séance est relancée alors qu'il reste un moins de vingt minutes. Si le meilleur temps de Fernando Alonso n'est pas battu, Buemi, Pastor Maldonado et Paul di Resta sortent, sans dommage de la piste. Michael Schumacher, quant à lui, effectue trois sorties de piste, sans conséquence pour sa monoplace,.
- Nico Hülkenberg, pilote essayeur chez Force India, a remplacé Adrian Sutil lors de cette séance d'essais ;
- Karun Chandhok, pilote essayeur chez Team Lotus, a remplacé Heikki Kovalainen lors de cette séance d'essais ;
- Daniel Ricciardo, pilote essayeur chez Toro Rosso, a remplacé Jaime Alguersuari lors de cette séance d'essais.

### Deuxième séance, le vendredi de 14 h à 15 h 30
| Pos. | Pilote             | Voiture          | Chrono         | Écart     |
| ---- | ------------------ | ---------------- | -------------- | --------- |
| 1    | Jenson Button      | McLaren-Mercedes | 1 min 26 s 456 |           |
| 2    | Nico Rosberg       | Mercedes         | 1 min 26 s 521 | + 0 s 065 |
| 3    | Lewis Hamilton     | McLaren-Mercedes | 1 min 27 s 033 | + 0 s 577 |
| 4    | Michael Schumacher | Mercedes         | 1 min 27 s 063 | + 0 s 607 |
| 5    | Mark Webber        | Red Bull-Renault | 1 min 27 s 149 | + 0 s 693 |
| 6    | Felipe Massa       | Ferrari          | 1 min 27 s 340 | + 0 s 884 |

La température ambiante est de 14 °C et celle de la piste de 18 °C au départ de la seconde séance d'essais libres du Grand Prix de Turquie. Contrairement à la première séance, il ne pleut pas et que la piste est pratiquement sèche.
Les pilotes s'élancent vite en piste et Nico Rosberg signe le premier tour chronométré significatif en 1 min 30 s 545 après dix minutes. Vitaly Petrov tourne ensuite en 1 min 29 s 926, Lewis Hamilton en 1 min 29 s 030 et son coéquipier Jenson Button en 1 min 29 s 022. Hamilton reprend son bien en 1 min 28 s 345 mais Button reprend à nouveau la tête avec un tour bouclé en 1 min 28 s 222. Rosberg tourne alors en 1 min 28 s 215 et son coéquipier Michael Schumacher en 1 min 28 s 165.
Alors qu'il reste un peu plus d'une heure dans cette séance, Sebastian Vettel est encore bloqué dans son stand où ses mécaniciens tentent de réparer sa monoplace abîmée lors de sa violente sortie de piste du matin. Les mécaniciens n'auront pas le temps nécessaire pour réparer sa monoplace et le champion du monde ne montera pas en piste.
À mi-séance, Petrov reprend la tête du classement avec un tour en 1 min 27 s 517 mais Nico Rosberg fait mieux quelques minutes plus tard en 1 min 26 s 961. Peu après, Fernando Alonso tombe en panne à l'entrée de la voie des stands après avoir effectué un tête-à-queue en piste.
Il reste trente minutes lorsque Jenson Button, en pneus tendres, établit le meilleur temps de la séance en 1 min 26 s 456. À l'issue de la session, on trouve quatre moteurs Mercedes aux quatre premières places.
Lors de cette session, Pastor Maldonado et Michael Schumacher sont à nouveau sortis de la piste, sans dommage. Jérôme d'Ambrosio a écopé d’une pénalité de cinq places sur la grille de départ du Grand Prix pour avoir ignoré les drapeaux jaunes lors de la sortie de piste de Pastor Maldonado à la sortie du virage 8.

### Troisième séance, le samedi de 11 h à 12 h
| Pos. | Pilote             | Voiture          | Chrono         | Écart     |
| ---- | ------------------ | ---------------- | -------------- | --------- |
| 1    | Sebastian Vettel   | Red Bull-Renault | 1 min 26 s 037 |           |
| 2    | Michael Schumacher | Mercedes         | 1 min 26 s 038 | + 0 s 001 |
| 3    | Mark Webber        | Red Bull-Renault | 1 min 26 s 404 | + 0 s 367 |
| 4    | Nico Rosberg       | Mercedes         | 1 min 26 s 420 | + 0 s 383 |
| 5    | Jenson Button      | McLaren-Mercedes | 1 min 26 s 578 | + 0 s 541 |
| 6    | Lewis Hamilton     | McLaren-Mercedes | 1 min 26 s 726 | + 0 s 689 |

Le ciel est bleu, la température de l'air de 15 °C et celle de la piste de 28 °C au départ de la troisième et dernière séance d'essais libres du Grand Prix de Turquie. Sebastian Vettel est un des premiers à s'élancer en piste pour vérifier le bon fonctionnement de sa Red Bull RB7, sévèrement endommagée lors de la première séance d'essais du vendredi matin.
Après plusieurs tours d'installation de Jarno Trulli et Paul di Resta puis de l'ensemble des pilotes, Jérôme d'Ambrosio signe, au bout de douze minutes, le premier tour chronométré en 1 min 34 s 464. Le Belge améliore son temps en 1 min 33 s 312 puis 1 min 32 s 603 avant que d'autres pilotes se relaient en tête du classement comme Michael Schumacher (1 min 27 s 619), son coéquipier Nico Rosberg (1 min 27 s 358) et Vettel (1 min 27 s 134). Mark Webber est en mesure de prendre la tête du classement par deux fois mais est gêné à la fin de son tour à chaque fois.
En fin de séance, les pilotes remontent en piste avec des pneus tendres afin de préparer la qualification de l'après-midi. Sébastien Buemi prend alors la tête en 1 min 27 s 080 avant d’être détrône par Felipe Massa (1 min 26 s 883) et son coéquipier Fernando Alonso (1 min 26 s 819) qui rejoint ensuite son stand à cause d'un problème technique. Rosberg remonte en tête de la hiérarchie avec un tour bouclé en 1 min 26 s 446 mais Schumacher améliore en 1 min 26 s 038.
Finalement Sebastian Vettel signe, pour un millième d'avance, le meilleur temps de la session en 1 min 26 s 037. Jaime Alguersuari a, pour sa part, effectué un tête-à-queue, sans dommage. Après le retour de sa monoplace au stand, le pilote espagnol a pu prendre part à la fin de la séance,.

## Séance de qualifications

### Résultats des qualifications
C'est sous le soleil que commence la première partie de la séance de qualifications, la température de l'air est de 18 °C et la piste est à 36 °C tandis que l'humidité est à 30 %.
Kamui Kobayashi entre en piste le premier devant Vitantonio Liuzzi et Jérôme d'Ambrosio. Liuzzi réalise le premier tour chronométré en 1 min 32 s 524 alors que Kobayashi est en panne dans l'entrée de la voie des stands : les commissaires de piste doivent pousser sa monoplace jusqu'au stand Sauber. Paul di Resta fixe le meilleur temps en 1 min 29 s 420, mais Sebastian Vettel s'empare de la première place en 1 min 27 s 039 et devance son équipier Mark Webber, Nico Rosberg, Sébastien Buemi, Fernando Alonso et Michael Schumacher.
Les Mc Laren haussent leur niveau et occupent les troisième et quatrième places derrière les Red Bull Racing tandis que, comme lors du Grand Prix de Chine, les pilotes Lotus Renault GP prennent le risque de ne sortir qu'en toute fin de séance : Vitaly Petrov se hisse à la sixième place mais Nick Heidfeld n'est que douzième. La monoplace de Kamui Kobayashi reste bloquée dans les stands et le Japonais ne peut pas établir le moindre temps qualificatif. Il est néanmoins autorisé à prendre le départ depuis la dernière place de la grille au regard de ses performances en essais libres. En fin de séance, Felipe Massa s'empare de la première place en réalisant un tour en 1 min 27 s 013, en pneus tendres. Les éliminés de cette séance sont Heikki Kovalainen, Jarno Trulli, Jérôme d'Ambrosio, Vitantonio Liuzzi, Timo Glock, Narain Karthikeyan et Kamui Kobayashi.
La deuxième partie de la séance de qualifications débute avec l'entrée en piste des pilotes Mercedes Grand Prix Michael Schumacher et Nico Rosberg. Le septuple champion du monde signe le premier temps de référence en 1 min 27 s 458 mais est rapidement battu par Webber puis par Vettel qui signe le meilleur tour du week-end en 1 min 25 s 610. Vettel devance Hamilton, Webber, Alonso, Button, Massa, Rosberg, Pérez, Buemi et Barrichello. Dans les derniers instants et alors qu'il était hors du Top 10, Vitaly Petrov atteint la sixième position, juste devant Massa. Les pilotes chaussent alors tous leurs pneus tendres afin d'améliorer leur temps pour tenter d’entrer en Q3. Rosberg se place au deuxième rang à deux dixièmes de Vettel, et Heidfeld se qualifie en dixième position : Lotus Renault GP a deux voitures en Q3 pour la première fois de la saison. Les éliminés de la session Q2 sont Rubens Barrichello, Adrian Sutil, Paul di Resta, Pastor Maldonado, Sergio Pérez, Sébastien Buemi et Jaime Alguersuari.
Pour la dernière partie des qualifications, Vitaly Petrov entre le premier en piste, suivi par Alonso et Button. Le Russe réalise un tour lancé en 1 min 26 s 411, temps amélioré successivement par Button et Alonso. Quelques secondes plus tard, Webber réalise 1 min 25 s 454 mais son équipier Vettel décroche le nouveau meilleur temps du week-end en 1 min 25 s 049. Il devance Webber, Hamilton, Alonso, Button et Petrov tandis que Massa, Schumacher, Rosberg et Heidfeld n’ont pas encore pris la piste. À seulement trois minutes de la fin, tous les pilotes sont en piste sauf les pilotes Red Bull Racing, virtuellement tous deux en première ligne du Grand Prix.
Aucun pilote ne parvenant à battre le temps des pilotes Red Bull, Sebastian Vettel signe sa quatrième pole position de la saison, la cinquième de suite. Il devance Webber, Rosberg, Hamilton, Alonso, Button, Petrov, Schumacher, Heidfeld et Massa,.

### Grille de départ du Grand Prix
| Pos.                                                                                      | Pilote                  | Écurie               | Qualifications 1 | Qualifications 2 | Qualifications 3 |
| ----------------------------------------------------------------------------------------- | ----------------------- | -------------------- | ---------------- | ---------------- | ---------------- |
| 1                                                                                         | Sebastian Vettel SREC   | Red Bull-Renault     | 1 min 27 s 039   | 1 min 25 s 610   | 1 min 25 s 049   |
| 2                                                                                         | Mark Webber SREC        | Red Bull-Renault     | 1 min 27 s 090   | 1 min 26 s 075   | 1 min 25 s 454   |
| 3                                                                                         | Nico Rosberg SREC       | Mercedes             | 1 min 27 s 514   | 1 min 25 s 801   | 1 min 25 s 574   |
| 4                                                                                         | Lewis Hamilton SREC     | McLaren-Mercedes     | 1 min 27 s 091   | 1 min 26 s 066   | 1 min 25 s 595   |
| '5                                                                                        | Fernando Alonso SREC    | Ferrari              | 1 min 27 s 349   | 1 min 26 s 152   | 1 min 25 s 851   |
| 6                                                                                         | Jenson Button SREC      | McLaren-Mercedes     | 1 min 27 s 374   | 1 min 26 s 485   | 1 min 25 s 982   |
| 7                                                                                         | Vitaly Petrov SREC      | Renault              | 1 min 27 s 475   | 1 min 26 s 654   | 1 min 26 s 296   |
| 8                                                                                         | Michael Schumacher SREC | Mercedes             | 1 min 27 s 697   | 1 min 26 s 121   | 1 min 26 s 646   |
| 9                                                                                         | Nick Heidfeld SREC      | Renault              | 1 min 27 s 901   | 1 min 26 s 740   | 1 min 26 s 659   |
| 10                                                                                        | Felipe Massa SREC       | Ferrari              | 1 min 27 s 013   | 1 min 26 s 395   | Pas de temps     |
| 11                                                                                        | Rubens Barrichello SREC | Williams-Cosworth    | 1 min 28 s 246   | 1 min 26 s 764   |                  |
| 12                                                                                        | Adrian Sutil SREC       | Force India-Mercedes | 1 min 27 s 392   | 1 min 27 s 027   |                  |
| 13                                                                                        | Paul di Resta SREC      | Force India-Mercedes | 1 min 27 s 625   | 1 min 27 s 145   |                  |
| 14                                                                                        | Pastor Maldonado SREC   | Williams-Cosworth    | 1 min 27 s 396   | 1 min 27 s 236   |                  |
| 15                                                                                        | Sergio Pérez SREC       | Sauber-Ferrari       | 1 min 27 s 778   | 1 min 27 s 244   |                  |
| 16                                                                                        | Sébastien Buemi SREC    | Toro Rosso-Ferrari   | 1 min 27 s 620   | 1 min 27 s 255   |                  |
| 17                                                                                        | Jaime Alguersuari SREC  | Toro Rosso-Ferrari   | 1 min 28 s 055   | 1 min 27 s 572   |                  |
| 18                                                                                        | Heikki Kovalainen       | Lotus-Renault        | 1 min 28 s 780   |                  |                  |
| 19                                                                                        | Jarno Trulli            | Lotus-Renault        | 1 min 29 s 673   |                  |                  |
| 20                                                                                        | Vitantonio Liuzzi       | HRT-Cosworth         | 1 min 30 s 445   |                  |                  |
| 21                                                                                        | Timo Glock              | Virgin-Cosworth      | 1 min 30 s 692   |                  |                  |
| 22                                                                                        | Narain Karthikeyan      | HRT-Cosworth         | 1 min 30 s 813   |                  |                  |
| 23                                                                                        | Jérôme d'Ambrosio       | Virgin-Cosworth      | 1 min 30 s 445   |                  |                  |
| Temps minimal à réaliser pour la qualification : 1 min 33 s 103 (107 % de 1 min 27 s 013) |                         |                      |                  |                  |                  |
| Np.                                                                                       | Kamui Kobayashi SREC    | Sauber-Ferrari       | Pas de temps     |                  |                  |

- Kamui Kobayashi, victime d'un problème mécanique, n'a pas participé aux séances de qualification mais a été repêché par les commissaires de course.
- Jérôme d'Ambrosio est pénalisé de cinq places pour avoir ignoré des drapeaux jaunes lors des essais libres : il est rétrogradé de la 20e à la 24e place sur la grille de départ.

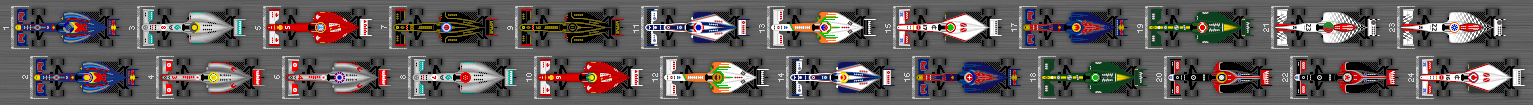
La grille de qualification du Grand Prix de Turquie 2011.

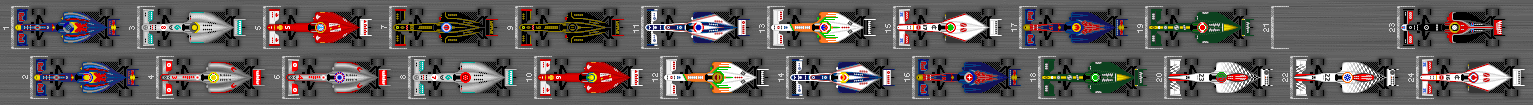
La grille de départ du Grand Prix de Turquie 2011.

## Course

### Déroulement de l'épreuve

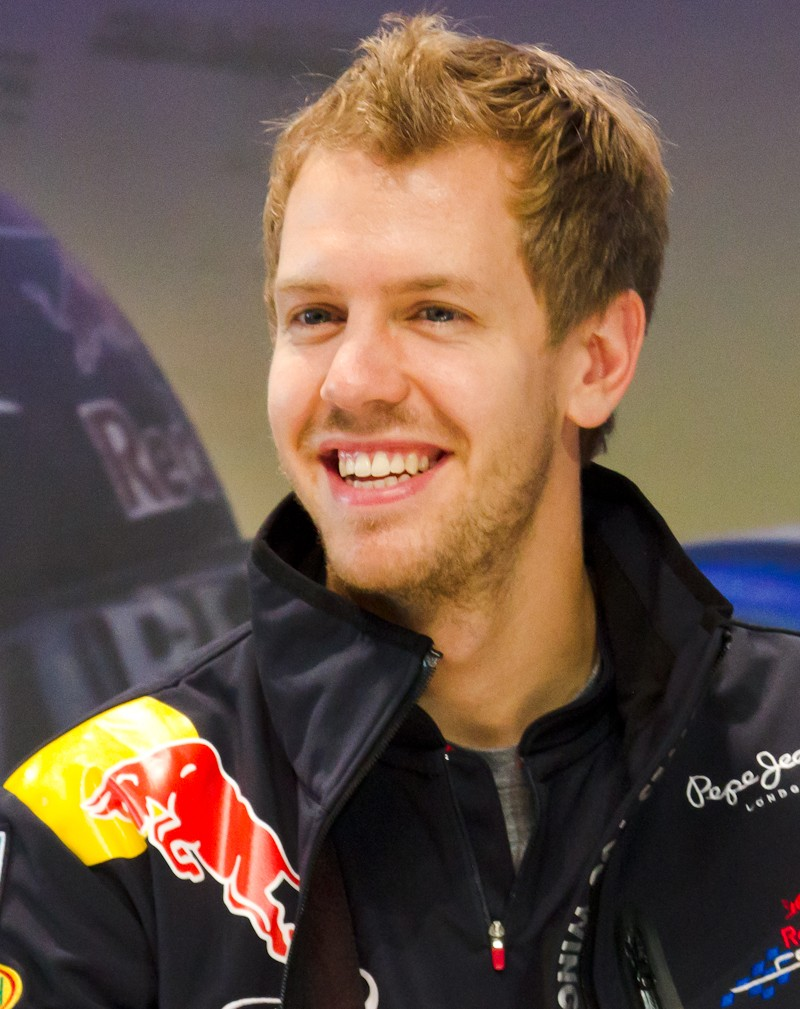
Vettel remporte sa troisième victoire de la saison au Grand Prix automobile de Turquie.

Derek Warwick (146 départs en Grands Prix de Formule 1 dont 2 meilleurs tours en course et 4 podiums, vainqueur des 24 Heures du Mans 1992) a été nommé par la FIA conseiller pour aider dans leurs jugements le groupe des commissaires de course lors de ce Grand Prix. Il a déjà rempli cette fonction lors des Grands Prix d'Espagne et de Hongrie en 2010.
Le Grand Prix de Turquie débute sous un temps ensoleillé. Timo Glock connaît un problème de boîte de vitesses lors de sa mise en grille et regagne immédiatement son stand où ses mécaniciens ne parviennent pas à résoudre l'incident : seuls vingt-trois pilotes prennent donc le départ du Grand Prix. À l'extinction des feux, Nico Rosberg prend un excellent envol et passe Mark Webber dès le départ pour le gain de la deuxième place. Au premier passage sur la ligne, Sebastian Vettel mène devant Rosberg, Webber, Fernando Alonso, Jenson Button, Lewis Hamilton, Michael Schumacher, Vitaly Petrov, Nick Heidfeld et Felipe Massa. Sergio Pérez doit rentrer aux stands au ralenti pour changer son museau endommagé.
Dans le second tour, Schumacher s'accroche avec Petrov en voulant défendre sa position et doit rentrer aux stands changer son aileron avant. Après cinq tours, Vettel possède quatre secondes d’avance sur Webber, qui a dépassé Rosberg en utilisant l’aileron arrière ajustable. Rosberg a maintenant Alonso dans ses échappements et les deux pilotes McLaren Mercedes sont à deux secondes de la Ferrari. Hamilton prend alors le meilleur sur son coéquipier et passe cinquième. Au septième tour, Button reprend l'avantage sur Hamilton alors que Rosberg perd une place en faveur d'Alonso. À l'arrière, Michael Schumacher entame sa remontée et roule en dix-neuvième position.
Petrov est le premier à rentrer aux stands au huitième tour. Il est imité par Massa et Hamilton au tour suivant, Webber, Alonso, Rosberg et Heidfeld au dixième tour, Vettel au onzième et Button au treizième. Après les premiers arrêts aux stands, Vettel mène devant Webber avec trois secondes d'avance, Alonso est à cinq secondes, suivent ensuite Hamilton, Rosberg, Massa, Button, Petrov, Heidfeld et Sébastien Buemi. Alonso, à six secondes de Vettel, possède plus de dix secondes d'avance sur Hamilton, harcelé par Rosberg, Massa et Button. À l'arrière, Schumacher est désormais seizième.
Petrov comme précédemment, entre le premier au stand au dix-neuvième tour, Hamilton rentre au vingtième tour, Webber au vingt-et-unième, Rosberg et Heidfeld au vingt-deuxième, Alonso et Massa au tour suivant, Vettel au vingt-cinquième et Button, sur une stratégie à trois arrêts, au vingt-sixième tour. Le Britannique est victime d’un incident lors du changement de pneus et perd deux secondes dans les stands. Au vingt-septième tour, Vettel possède huit secondes d'avance sur Webber et Alonso, qui ne sont séparés que de six dixièmes. Hamilton pointe au quatrième rang, à vingt-six secondes de la première place et possède dix secondes d’avance sur Petrov, Massa, Button, Rosberg et Heidfeld, ces cinq pilotes étant séparés par trois secondes. Schumacher est quant à lui remonté à la dixième place.
Alonso dépasse Webber au vingt-neuvième tour et tourne dans les mêmes temps que Vettel, toujours en tête avec neuf secondes d’avance. À l'arrière, la bataille pour la cinquième place fait rage entre Petrov, Massa, Button, Rosberg et Heidfeld. Rosberg, qui chute peu à peu dans la hièrarchie, opère un troisième changement de pneus au trente-troisième tour, imité par Hamilton, Petrov et Massa au tour suivant. Tout comme son coéquipier Button lors de l'arrêt précédent, l'arrêt se passe mal pour Hamilton qui perd une dizaine de secondes. Webber rentre au trente-cinquième tour, Alonso au tour suivant, Button au trente-neuvième et Vettel au quarantième.
Après la troisième salve d'arrêts aux stands, Vettel est leader avec sept secondes d’avance sur Alonso et Webber est à trois secondes de la Ferrari. Derrière, Hamilton accuse quarante-deux secondes de retard et Rosberg est cinquième devant Button, Petrov, Heidfeld, Massa et Schumacher. Rosberg effectue son quatrième et dernier arrêt au quarante-quatrième tour, imité par Webber au passage suivant. Alonso rentre au quarante-sixième tour, Hamilton, Heidfeld et Massa font de même au passage suivant et Vettel au quarante-septième tour. Entretemps, Paul di Resta abandonne alors qu’il était quatorzième.
Ayant opté pour une stratégie à trois arrêts, Button perd du temps en piste et cède sa quatrième place à Hamilton. De plus, il est désormais sous la menace de Nico Rosberg. À huit tours de la fin, Webber prend l'avantage sur Alonso et conserve sa deuxième place jusqu’à l'arrivée. Au drapeau à damier, Vettel décroche son troisième succès de la saison devant son équipier Webber, qui assure le doublé de Red Bull Racing. Alonso décroche son premier podium de l’année. et devance Hamilton, Rosberg, Button, Heidfeld, Petrov, Buemi et Kobayashi, les pilotes Renault ayant pris l'avantage sur Buemi dans les dernières boucles du Grand Prix,.

### Classement de la course
| Pos. | no | Pilote                  | Écurie               | Tours | Temps/Abandon                      | Grille | Points |
| ---- | -- | ----------------------- | -------------------- | ----- | ---------------------------------- | ------ | ------ |
| 1    | 1  | Sebastian Vettel SREC   | Red Bull-Renault     | 58    | 1 h 30 min 17 s 558 (205,596 km/h) | 1      | 25     |
| 2    | 2  | Mark Webber SREC        | Red Bull-Renault     | 58    | + 8 s 807                          | 2      | 18     |
| 3    | 5  | Fernando Alonso SREC    | Ferrari              | 58    | + 10 s 075                         | 5      | 15     |
| 4    | 3  | Lewis Hamilton SREC     | McLaren -Mercedes    | 58    | + 40 s 232                         | 4      | 12     |
| 5    | 8  | Nico Rosberg SREC       | Mercedes             | 58    | + 47 s 539                         | 3      | 10     |
| 6    | 4  | Jenson Button SREC      | McLaren-Mercedes     | 58    | + 59 s 431                         | 6      | 8      |
| 7    | 9  | Nick Heidfeld SREC      | Renault              | 58    | + 1 min 00 s 857                   | 9      | 6      |
| 8    | 10 | Vitaly Petrov SREC      | Renault              | 58    | + 1 min 08 s 168                   | 7      | 4      |
| 9    | 18 | Sébastien Buemi SREC    | Toro Rosso-Ferrari   | 58    | + 1 min 09 s 394                   | 16     | 2      |
| 10   | 16 | Kamui Kobayashi SREC    | Sauber-Ferrari       | 58    | + 1 min 18 s 021                   | 24     | 1      |
| 11   | 6  | Felipe Massa SREC       | Ferrari              | 58    | + 1 min 19 s 823                   | 10     |        |
| 12   | 7  | Michael Schumacher SREC | Mercedes             | 58    | + 1 min 25 s 444                   | 8      |        |
| 13   | 14 | Adrian Sutil SREC       | Force India-Mercedes | 57    | + 1 tour                           | 12     |        |
| 14   | 17 | Sergio Pérez SREC       | Sauber-Ferrari       | 57    | + 1 tour                           | 15     |        |
| 15   | 11 | Rubens Barrichello SREC | Williams-Cosworth    | 57    | + 1 tour                           | 11     |        |
| 16   | 19 | Jaime Alguersuari SREC  | Toro Rosso-Ferrari   | 57    | + 1 tour                           | 17     |        |
| 17   | 12 | Pastor Maldonado SREC   | Williams-Cosworth    | 57    | + 1 tour                           | 14     |        |
| 18   | 21 | Jarno Trulli            | Lotus-Renault        | 57    | + 1 tour                           | 19     |        |
| 19   | 20 | Heikki Kovalainen       | Lotus-Renault        | 56    | + 2 tours                          | 18     |        |
| 20   | 25 | Jérôme d'Ambrosio       | Virgin-Cosworth      | 56    | + 2 tours                          | 23     |        |
| 21   | 22 | Narain Karthikeyan      | HRT-Cosworth         | 55    | + 3 tours                          | 22     |        |
| 22   | 23 | Vitantonio Liuzzi       | HRT-Cosworth         | 53    | + 5 tours                          | 20     |        |
| Abd. | 15 | Paul di Resta SREC      | Force India-Mercedes | 44    | Hydraulique                        | 13     |        |
| Np.  | 24 | Timo Glock              | Virgin-Cosworth      | 0     | Boîte de vitesses                  | 21     |        |

### Pole position et record du tour
- Pole position :  Sebastian Vettel (Red Bull-Renault) en 1 min 25 s 049 (225,950 km/h)[31].
- Meilleur tour en course :  Mark Webber (Red Bull-Renault) en 1 min 29 s 703 (214,227 km/h) au quarante-huitième tour[32],[33].

### Tours en tête
- Sebastian Vettel : 57 tours (1-11 / 13-58)[34].
- Jenson Button : 1 tour (12)

## Classements généraux à l'issue de la course
| Pos. | Pilote             | Écurie               | Points |
| ---- | ------------------ | -------------------- | ------ |
| 1    | Sebastian Vettel   | Red Bull-Renault     | 93     |
| 2    | Lewis Hamilton     | McLaren-Mercedes     | 59     |
| 3    | Mark Webber        | Red Bull-Renault     | 55     |
| 4    | Jenson Button      | McLaren-Mercedes     | 46     |
| 5    | Fernando Alonso    | Ferrari              | 41     |
| 6    | Felipe Massa       | Ferrari              | 24     |
| 7    | Nick Heidfeld      | Renault              | 21     |
| 8    | Vitaly Petrov      | Renault              | 21     |
| 9    | Nico Rosberg       | Mercedes             | 20     |
| 10   | Kamui Kobayashi    | Sauber-Ferrari       | 8      |
| 11   | Michael Schumacher | Mercedes             | 6      |
| 12   | Sébastien Buemi    | Toro Rosso-Ferrari   | 6      |
| 13   | Adrian Sutil       | Force India-Mercedes | 2      |
| 14   | Paul di Resta      | Force India-Mercedes | 2      |

| Pos. | Écurie               | Points |
| ---- | -------------------- | ------ |
| 1    | Red Bull-Renault     | 148    |
| 2    | McLaren-Mercedes     | 105    |
| 3    | Ferrari              | 65     |
| 4    | Renault F1 Team      | 42     |
| 5    | Mercedes Grand Prix  | 26     |
| 6    | Sauber-Ferrari       | 8      |
| 7    | Toro Rosso-Ferrari   | 6      |
| 8    | Force India-Mercedes | 4      |

## Statistiques
Le Grand Prix de Turquie 2011 représente :
- la 19e pole position de sa carrière pour Sebastian Vettel[37] ;
- la 13e victoire de sa carrière pour Sebastian Vettel[38] ;
- la 18e victoire pour Red Bull Racing en tant que constructeur[39] ;
- le 9e doublé pour Red Bull Racing en tant que constructeur[40] ;
- la 133e victoire pour Renault en tant que motoriste[41].
- Le Grand Prix de Turquie a établi un nouveau record de dépassements lors d'une épreuve de Formule 1 avec un total de 79 dépassements. Le précédent record datait du Grand Prix des États-Unis Ouest à Long Beach en 1983[42].